# Canva
Canva е австралийска уеб базирана платформа за графичен дизайн.

## Описание
Още с пускането си Canva бързо набира популярност. Платформата позволява на потребителите да създават професионално изглеждащи дизайни, като избират от стотици готови шаблони или си направят свой. Предлага се безплатно, но с ограничени възможности, докато платената версия включва 1 TB облачно пространство, денонощна техническа поддръжка, инструменти с изкуствен интелект и други. Дизайнерите разполагат с над 91 милиона изображения, които могат да включат в своите разработки.
Към 2021 г. с Canva са проектирани над 2 милиарда различни дизайна.
Приложението позволява да се създават и прости уебсайтове, с не особено богата функционалност, но доста приятни на външен вид.
Canva е страхотен инструмент за подпомагане на маркетинга на вашия бизнес. Той създава изображения в социалните медии, които съответстват на размерите на основните платформи като Youtube, Instagram, Facebook и др.